# Костомарівська сільська рада
| Костомарівська сільська рада — колишній орган місцевого самоврядування у Бобринецькому районі Кіровоградської області з адміністративним центром у с. Костомарівка. Сільській раді були підпорядковані населені пункти: - с. Костомарівка - с. Березівка - с. Кохане - с. Майське |

## Склад ради
Рада складалася з 14 депутатів та голови.

### Керівний склад ради
| ПІБ                       | Основні відомості                                                         | Дата обрання | Дата звільнення |
| ------------------------- | ------------------------------------------------------------------------- | ------------ | --------------- |
| Ільчишина Галина Петрівна | Сільський голова, 1953 року народження, освіта, член народної партії      | 26.03.2006   | 31.10.2010      |
| Ільчишина Галина Петрівна | Сільський голова, 1953 року народження, освіта вища, член Партії регіонів | 31.10.2010   |                 |

Примітка: таблиця складена за даними джерела

## Населення
Згідно з переписом УРСР 1989 року чисельність наявного населення сільської ради становила 775 осіб, з яких 364 чоловіки та 411 жінок.
За переписом населення України 2001 року в сільській раді мешкало 812 осіб.

### Мова
Розподіл населення за рідною мовою за даними перепису 2001 року:
| Мова       | Відсоток |
| ---------- | -------- |
| українська | 93,23 %  |
| молдовська | 4,31 %   |
| вірменська | 1,35 %   |
| російська  | 1,11 %   |